# Lijst van voetbalinterlands Argentinië - Colombia (vrouwen)
Deze lijst van voetbalinterlands is een overzicht van alle officiële voetbalwedstrijden tussen de nationale vrouwenteams van Argentinië en Colombia. De landen hebben tot nu toe vijftien keer tegen elkaar gespeeld.

## Wedstrijden
| №  | Plaats        | Datum             | Competitie                  | Wedstrijd             | Uitslag            |
| -- | ------------- | ----------------- | --------------------------- | --------------------- | ------------------ |
| 1  | Lima          | 25 april 2003     | Sudamericano Femenino 2003  | Colombia − Argentinië | 2 − 3              |
| 2  | Mar del Plata | 18 november 2006  | Sudamericano Femenino 2006  | Argentinië − Colombia | 6 − 0              |
| 3  | Coquimbo      | 15 januari 2010   | Vriendschappelijk           | Argentinië − Colombia | 0 − 0              |
| 4  | Quito         | 21 november 2010  | Sudamericano Femenino 2010  | Colombia − Argentinië | 1 − 0              |
| 5  | Quito         | 24 september 2014 | Copa América 2014           | Colombia − Argentinië | 0 − 0              |
| 6  | Hamilton      | 18 juli 2015      | Pan-Amerikaanse Spelen 2015 | Argentinië − Colombia | 0 − 2              |
| 7  | La Serena     | 16 april 2018     | Copa América 2018           | Colombia − Argentinië | 1 − 3              |
| 8  | Lima          | 9 augustus 2019   | Pan-Amerikaanse Spelen 2019 | Argentinië − Colombia | 1 − 1 (n.p. 6 - 7) |
| 9  | Ezeiza        | 9 november 2019   | Vriendschappelijk           | Argentinië − Colombia | 1 − 0              |
| 10 | Ezeiza        | 12 november 2019  | Vriendschappelijk           | Argentinië − Colombia | 2 − 2              |
| 11 | Cali          | 20 februari 2022  | Vriendschappelijk           | Colombia − Argentinië | 2 − 2              |
| 12 | Bucaramanga   | 23 februari 2022  | Vriendschappelijk           | Colombia − Argentinië | 0 − 0              |
| 13 | Bucaramanga   | 25 juli 2022      | Copa América 2022           | Colombia − Argentinië | 1 − 0              |
| 14 | Davie         | 30 november 2024  | Vriendschappelijk           | Colombia − Argentinië | 1 − 1 (n.p. 5 - 4) |
| 15 | Quito         | 28 juli 2025      | Copa América 2025           | Argentinië − Colombia | 0 − 0 (n.p. 4 - 5) |

## Samenvatting
| Competitie                           | Totaal gespeeld | Winst Argentinië | Gelijk | Winst Colombia | Doelsaldo Argentinië – Colombia |
| ------------------------------------ | --------------- | ---------------- | ------ | -------------- | ------------------------------- |
| Sudamericano Femenino / Copa América | 7               | 3                | 2      | 2              | 12 − 5                          |
| Pan-Amerikaanse Spelen               | 2               | 0                | 1      | 1              | 1 − 3                           |
| Vriendschappelijk                    | 6               | 1                | 5      | 0              | 6 − 5                           |
| Totaal                               | 15              | 4                | 8      | 3              | 19 − 13                         |